# David Priestland
David Priestland ist ein britischer Historiker. Er lehrt Neuere Geschichte an der Universität Oxford und ist Fellow der St Edmund Hall. Sein Forschungsschwerpunkt liegt im Bereich der Geschichte der Sowjetunion und der Entwicklung des Kommunismus.

## Schriften (Auswahl)
- Stalinism and the politics of mobilization : ideas, power, and terror in inter-war Russia. Oxford : Oxford University Press, 2007
- The Red Flag. Allen Lane 2009, ISBN 978-0-71399-481-0 (Die drei englischsprachigen Ausgaben 2009–2010 haben jeweils verschiedene UntertitelHow Communism Changed The World. Communism and the Making of the Modern World. A History of Communism)
  - Weltgeschichte des Kommunismus. Von der Französischen Revolution bis heute. Übersetzt von Klaus-Dieter Schmidt. Siedler, München 2009, ISBN 978-3-88680-708-6
  - Weltgeschichte des Kommunismus. Bundeszentrale für Politische Bildung, Bonn ISBN 978-3-8389-0055-1.
  - russische Ausgabe: Красный флаг. история коммунизма, Krasnyi flag: Istorija kommunizma, ЭКСМО / EKSMO, Moskva 2011
- Merchant, soldier, sage : a history of the world in three castes. New York : The Penguin Press, 2013